# Lutgarda González Géigel
Dra. Profª. Lutgarda González Géigel (1948-2006) fue una botánica, y profesora cubana. Entre otras familias, se especializó en cicadáceas de la isla. Realizó intensas expediciones botánicas por la isla.
Fue cofundadora del Jardín Botánico Nacional de Cuba, en La Habana. Realizó estudios taxonómicos en combretáceaes, eriocauláceaes, zamiáceas de Cuba; y estudios florísticos; y curadora de la colección al aire libre de plantas amenazadas del Jardín Botánico Nacional; y también administradora y manejo de la base de datos del herbario (HAJB).

## Algunas publicaciones
- lutgarda González Géigel. 2004. Las Eriocauláceas de las regiones ultramáficas de Cuba. En: Rocas ultramáficas: sus suelos, vegetación y fauna. Memorias 4.ª. Conferencia internacional sobre Ecología de serpentina. Editores R. S. Boyd, A. J. M. Baker y J. Proctor

- humberto Izquierdo Oviedo, lutgarda González Géigel. 2002. Aportes al conocimiento de los júcaros de Cuba. Temas de Ciencia y Tecnología 18 (septiembre-diciembre de 2002): 21 artículo en línea Archivado el 11 de julio de 2013 en Wayback Machine.

- lutgarda González Géigel. 2001. Estudio cualitativo del complejo de vegetación de Mogote en la Sierra del Infierno, Pinar del Río. Coautora. Revista Jard. Bot. Nac. 22(2): 165-193

- ---------------------------------. 1995. El género Paepalanthus Kunth (Eriocaulaceae) en Cuba oriental. Revista Jard. Bot. Nac.

- ---------------------------------. 1994. De Eriocaulaceis cubensibus notulae sparsae, I - IV. Fontqueria 40: 63 - 66

- ---------------------------------. 1987a. El género Paepalanthus Kunth (Eriocaulaceae) en Cuba occidental. Estudio preliminar. Coautora. Revista Jard. Bot. Nac. 8(1): 3 - 11 1987

- ---------------------------------. 1987b. Algunas consideraciones sobre el género Tonina Aublet (Eriocaulaceae). Revista Jard. Bot. Nac. 8 (2): 43 - 52

- ---------------------------------. 1987c. Noticias del Jardín Botánico Nacional 2. La Crescentia mirabilis Ekman ex Urb. Revista Jard. Bot. Nac. 8 (2): 73 - 77

- ---------------------------------. 1985a. Noticias del Jardín Botánico Nacional 1. La Welwitschia mirabilis Hook.f. Revista Jard. Bot. Nac. 6 (3)

- ---------------------------------. 1985b. Dos nuevas especies de Paepalanthus Kunth (Eriocaulaceae) de Cuba oriental. Feddes Repert. 96 (7-10): 513-516

- ---------------------------------. 1984. Aspectos a tener en cuenta en la preparación del Index Seminum en los Jardines Botánicos. Revista Jard. Bot. Nac. 5 (3):103-108

- ---------------------------------. 1981a. Contribución al estudio de los ecosistemas de "arenas blancas" en la Provincia de Pinar del Río. Revista Jard. Bot. Nac. 2 (2):

- ---------------------------------. 1981b. Los Farallones de Moa. Revista Jard. Bot. Nac. 2 (3): 29-33

- ---------------------------------. 1980. Contribución al estudio del género Zamia L. en Cuba. Revista Jard. Bot. Nac. 1 (1): 67-79

- ---------------------------------. 1979a. Problemática en el estudio del género Zamia L. en Cuba. Wiss. Ztsch. Friedrich-Schiller-Univ. Jena, Math. Nat. R. 28 (4): 659-664

- ---------------------------------. 1979b. Informe florístico sobre la zona de Arroyo Blanco. Wiss. Ztsch. Friedrich-Schiller-Univ. Jena, Math. Nat. R., 28 (4): 623-625

- ---------------------------------. 1975. Aporte al conocimiento de las especies del género Euphorbia L. sect. Laurifolia Boiss. en Cuba. Wiss. Ztschr. Friedrich-Schiller- Univ. Jena, Math.Nat. R., 24 (4)

### Libros
- lutgarda González Géigel. 2004. Flora de la República de Cuba – Eriocaulaceae. Serie A. Plantas Vasculares. Alemania

- ---------------------------------. 2003a. Flora de la República de Cuba - Cycadaceae. Serie A. Plantas Vasculares. Alemania

- ---------------------------------. 2003b. Flora de la República de Cuba - Zamiaceae. Serie A. Plantas Vasculares. Alemania

- ---------------------------------. 1990. Flora de la República de Cuba - Linaceae. Serie A. Plantas Vasculares - Alemania 1998

- ---------------------------------. 1983a. Introducción al Reino Cormobionta. Ed. MÊS - 1983, reimpresión 1986 e impresión corregida y aumentada en la Editorial Pueblo y Educación - 1990 (junto al Dr. J. Bisse y al Lic. Alberto Álvarez)

- ---------------------------------. 1983b. Manual de trabajo de Laboratorio de Botánica II. Ed. MES, en coautoría con el Dr. M. Rodríguez y Dr. A. Álvarez

- ---------------------------------. 1983c. Manual de trabajo de laboratorio de Histología. Ed. MÊS, en coautoría con la Dra. Laura Martínez

- ---------------------------------. 1981. Botánica. Ed. Pueblo y Educación 1981, colectivo de autores

- ---------------------------------. 1978. Introducción a las plantas superiores de Cuba I (folleto) - (coautora)

- ---------------------------------. 1977. Index Seminum Jardín Botánico Nacional

- ---------------------------------. 1975. Apuntes para un texto de Ecología vegetal (folleto)

- ---------------------------------. Libro-guía del Jardín Botánico Nacional (en prensa)

### Capítulos de libros
- lutgarda González Géigel. Apuntes para la historia de un botánico cubano: Johannes Bisse. Su relación con la familia Cactaceae. En: Memorias del Taller Conservación de Cactus Cubanos. Jardín Botánico Nacional, Universidad de La Habana, Cuba

## Honores[4]
Miembro de
- Sociedad Cubana de Botánica, y su vicepresidenta de 2000 a 2006
- Presidente del Consejo Científico del Jardín Botánico Nacional 1988-1989
- Consejo Científico del Jardín Botánico Nacional 1999-2006
- Secretaría del Consejo Científico del Jardín Botánico Nacional 2001-2006
- Comité Científico para la obra "Flora de la República de Cuba" Bigubernamental Cuba-RDA. 1976 – 1989
- Comité Nacional Flora de Cuba hasta 2000
- Presidenta del Órgano de Justicia Laboral de Base del Jardín Botánico Nacional. 2000-2006
- Cátedra Humboldt – 1999-2006
- Comisión de Idoneidad del JBN
- Grupo de Especialistas de Plantas Cubanas - SSC/UICN.
- “Cuba Plant Specialist Group”, Species Survival Commission, World Conservation Union

### Distinciones
Mejor trabajador básico del centro - 1983
Misión Internacionalista Civil en Nicaragua -1983
Designada Profesora Principal de Botánica II
Mejor trabajador básico del departamento - 1985
Diploma por 10 años en la Educación
Trabajador Avanzada del quinquenio 1975-1980
Premio de la crítica a las mejores obras científicas y técnicas publicadas en 1991 (compartido) por el libro Introducción al Reino Cormobionta
Medalla de la Alfabetización
Distinción por la Educación Cubana
Medalla Rafael María Mendive por más de 20 años como docente
Vanguardia Anual del Jardín Botánico Nacional - 1995, 1998
Educadora Ejemplar - curso 95/96, 96/97, 97/98, 98/99, 99/2000, 2000/2001, 2001/2002
Sello conmemorativo "270 Aniversario Universidad de La Habana" – 1998
Reconocimiento del Museo Municipal de La Habana del Este y el Comité Sibarimar de la Sociedad Cubana de Protección del Medio Ambiente. Pro-Naturaleza. Día Mundial del Medio Ambiente – 2000
Reconocimiento por el 40 Aniversario de la Campaña de Alfabetización – 2001
Premio de la Academia de Ciencias de Cuba 2000 – (coautora)
Premio al Mejor Libro de la Universidad de La Habana (coautora) 2000 y 2004
Medalla "Pepito Tey" – 2002-2003
- La abreviatura «Gonz.Géigel» se emplea para indicar a Lutgarda González Géigel como autoridad en la descripción y clasificación científica de los vegetales.[5]